# Lepiota
Lepiota es un género de hongos del orden Agaricales. La esporada de las especies de este grupo es de color blanco. El basidiocarpo suele presentar anillo que, en las especies de mayor tamaño, está suelto y puede ser desplazado arriba y abajo el pie. En las especies de este género, el sombrero a menudo presenta escamas o excrecencias, que suelen ser uno de los criterios para diferenciarlas, junto al color, las láminas y, a veces, el olor. 

## Taxonomía
Probablemente, el término lepiota se deriva del griego λεπις, que significa "escama". El basónimo es Agaricus sección Lepiota Pers. 1797, que más tarde fue sustituido por la denominación actual por Samuel Frederick Gray —por lo que se cita (Pers.) Gray—. En un principio, el grupo sólo fue descrito, sin recibir denominación y abarcando a una serie de especies cuyas características incluían la presencia de anillo, ausencia de volva y diferentes colores de esporada. El botánico sueco Elias Magnus Fries restringió el grupo a las especies que producían esporada blanca y lo definió como tribu, clasificación que fue replanteada en repetidas ocasiones, en vistas a su posible consideración como género.
La especie tipo del género está poco clara. Franklin S. Earle, en 1909, consideró como tal a Lepiota procera —actualmente Macrolepiota procera—. Más tarde, Rolf Singer, en 1946, se decantó por Agaricus columbrinus —actualmente Lepiota clypeolaria—, para evitar los problemas de clasificación surgidos cuando se separó al grupo Macrolepiota, en el cual se incluyó a L. procera. 

## Toxicidad

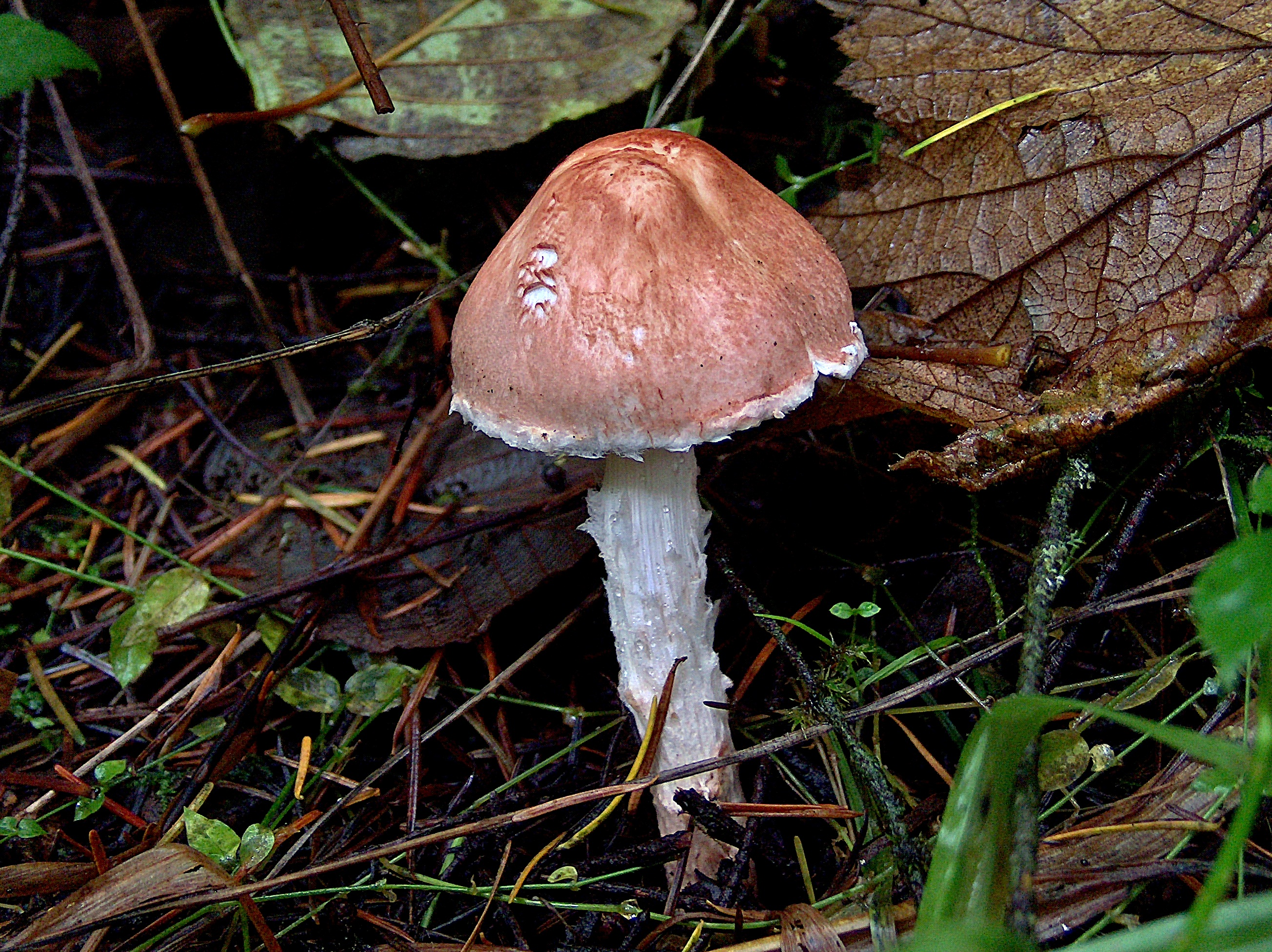
Lepiota subincarnata

Respecto a la recolección de setas, este es un género a evitar, ya que varias especies contienen amanitina, que es altamente tóxica. Aquellas especies de las que se conocen casos de muerte por intoxicación (o que podrían haberla causado de no haber recibido tratamiento médico urgente) incluyen L. josserandi, en Nueva York en 1986, L. brunneoincarnata, en España, y L. helveola.Y también L. locaniensis una especie ya extinta se sabe que tenía casos de intoxicación.

## Especies
Antiguamente, las especies más populares de este grupo eran las de mayor tamaño, conocidas con el nombre común de "apagadores" (L. procera y L. rhacodes), que actualmente se clasifican dentro de otros géneros (Macrolepiota procera y Chlorophyllum rhacodes, respectivamente). Sin embargo, incluso en la actualidad, no existe unanimidad en la definición exacta del género, pudiendo encontrarse bibliografía especializada que aún mantiene a los miembros de Macrolepiota en Lepiota.
Algunas especies del género Lepiota son:
- Lepiota aspera
- Lepiota brunneoincarnata
- Lepiota castanea
- Lepiota clypeolaria
- Lepiota cristata (Europa, Norteamérica)
- Lepiota helveola
- Lepiota heteri
- Lepiota ignivolvata
- Lepiota josserandi (Norteamérica)
- Lepiota rubrotincta
- Lepiota scobinella
- Lepiota subincarnata
- Lepiota ventriosospora
- Lepiota locaniensis † (Fue endémica de Santiago de Chile.)